# Covers (альбом Placebo)
Covers — збірка кавер-версій британського рок-гурту Placebo, випущена у 2003 році. Вперше альбом був представлений бонусним диском до спеціальної версії Sleeping With Ghosts.
Пісня зі збірки «Running Up That Hill» звучала у американському серіалі «Чужа сім'я».
Більшість пісень, представлених на Covers, є бі-сайдами з попередніх синглів гурту, за винятком деяких, записаних спеціально.
До компіляції увійшли кавер-версії пісень Кейт Буш, Шинейд О'Коннор, Boney M., The Smiths, Сержа Генсбура, Depeche Mode, Pixies та ін.

## Список композицій
| #   | Назва                         | Тривалість |
| --- | ----------------------------- | ---------- |
| 1.  | «Running Up That Hill»        | 4:57       |
| 2.  | «Where Is My Mind?»           | 3:44       |
| 3.  | «Bigmouth Strikes Again»      | 3:54       |
| 4.  | «Johnny and Mary»             | 3:25       |
| 5.  | «20th Century Boy»            | 4:39       |
| 6.  | «The Ballad of Melody Nelson» | 3:58       |
| 7.  | «Holocaust»                   | 4:27       |
| 8.  | «I Feel You»                  | 6:26       |
| 9.  | «Daddy Cool»                  | 3:21       |
| 10. | «Jackie»                      | 2:48       |